# Katherine Romero
Kinda Romero là một luật sư người Colombia hoạt động cho quyền tình dục và sinh sản cho phụ nữ trên khắp châu Mỹ và châu Phi. Bà đã làm việc để sửa đổi luật pháp của Colombia cho việc phá thai hợp pháp cho các trường hợp hãm hiếp hoặc trong trường hợp tiếp tục mang thai sẽ gây nguy hiểm cho cuộc sống của người mẹ hoặc đứa trẻ.

## Tiểu sử
Kinda Romero Cristancho đã có được hai bằng về luật và khoa học chính trị của Đại học Andes ở Bogotá, Colombia và lấy bằng thạc sĩ về Bảo vệ Nhân quyền của Đại học Alcala de Henares gần Madrid, Tây Ban Nha. Sau đó, bà đã lên được chức vụ Chuyên gia về Luật Hình sự từ Đại học Externado de Colombia.
Năm 2005, bà được thuê làm thực tập viên pháp lý trong chương trình Women Link Worldwide cho dự án để thách thức luật phá thai của Colombia. Năm 2006, những nỗ lực của họ đã được thừa nhận khi luật phá thai được tự do hóa, cho phép phá thai trong trường hợp bị hiếp dâm, trong trường hợp đứa trẻ sẽ không thể sống được bên ngoài tử cung, hoặc trong trường hợp mạng sống của người mẹ lâm nguy  Trong tám năm, Romero làm việc với Women Link, được thăng chức Luật sư cao cấp vào năm 2010  Năm 2009, bà là luật sư thỉnh giảng của Tòa án Nhân quyền Liên Mỹ và năm 2011, Romero đã chỉ đạo một dự án kỹ thuật để hỗ trợ thúc đẩy quyền sinh sản của người Uganda. Chuyên môn của Romero là quyền tình dục và sinh sản và bà đã chỉ đạo các vụ kiện tụng trong khu vực, quốc gia và quốc tế, bao gồm các trường hợp ở Argentina, Bolivia, Colombia, Nicaragua, Peru và Uganda. Bà cũng nói khắp khu vực về các vấn đề mà phụ nữ phải đối mặt và ý nghĩa pháp lý của bạo lực học đường, bạo lực tình dục và sự tổn thương của những người di cư, tình dục và quyền liên quan, cũng như xây dựng các sáng kiến hòa bình. Năm 2013, bà rời khỏi Liên kết phụ nữ và hiện là cố vấn độc lập về luật nhân quyền quốc tế.

## Tác phẩm được chọn
- Romero, Katherine;  và đồng nghiệp (2007). Implicaciones Éticas, Jurídicas y Médicas de la Sentencia de la Corte Constitucional c-355 (bằng tiếng Tây Ban Nha). gotá, Colombia: Universidad Nacional de Colombia. ISBN 978-958-9-82205-0.  Romero, Katherine;  và đồng nghiệp (2007). Implicaciones Éticas, Jurídicas y Médicas de la Sentencia de la Corte Constitucional c-355 (bằng tiếng Tây Ban Nha). gotá, Colombia: Universidad Nacional de Colombia. ISBN 978-958-9-82205-0.  Romero, Katherine;  và đồng nghiệp (2007). Implicaciones Éticas, Jurídicas y Médicas de la Sentencia de la Corte Constitucional c-355 (bằng tiếng Tây Ban Nha). gotá, Colombia: Universidad Nacional de Colombia. ISBN 978-958-9-82205-0.
- Romero Cristancho, Katherine; Díaz Amado, Eduardo; Calderón García, Maria Cristina; Prada Salas, Elena; Barreto Hauzeur, Eliane (tháng 11 năm 2010). “Obstacles and challenges following the partial decriminalisation of abortion in Colombia”. Reproductive Health Matters. 18 (36): 118–126.